# Chapuis-Dornier
Chapuis-Dornier was een Franse fabrikant van motoren.
Gevestigd in Puteaux, maakte deze fabrikant voornamelijk motoren voor de inbouw in auto's. Verschillende fabrikanten, zoals Escol uit België, A.G. Alfieri uit Italië en vele merken uit Frankrijk, waaronder Derby, Senechal rustten hun auto's uit met de motoren van deze fabrikant.